# Pitt Herbert
Pitt Herbert, pseudonimo di Herbert Eytorff (New York, 25 settembre 1914 – Edmonds, 23 giugno 1989), è stato un attore statunitense.
Ha recitato in 25 film dal 1954 al 1979 ed è apparso in quasi cento produzioni televisive dal 1950 al 1983.

## Biografia
Pitt Herbert nacque a New York il 25 settembre 1914. Iniziò a lavorare come attore in teatro e fece parte di diverse produzioni a Broadway fin dagli anni 30.
Per la televisione, interpretò, tra gli altri, il ruolo del coroner in diversi episodi della serie televisiva Perry Mason dal 1959 al 1966 e numerosi altri personaggi secondari o ruoli da guest star in molti episodi di serie televisive dagli anni 50 agli anni 80.
Per il cinema ha interpretato il dottor Schmidt nel film How to Frame a Figg del 1971, Mr. Perper in Guai con le ragazze del 1969 con Elvis Presley e numerosi altri ruoli da caratterista.
La sua ultima apparizione sul piccolo schermo avvenne nell'episodio Mama Gets a Job della serie televisiva La mamma è sempre la mamma, andato in onda il 5 marzo 1983, che lo vede nel ruolo di Mr. Brennan, mentre per il grande schermo l'ultima interpretazione risale al film Gli spostati di North Avenue del 1979 in cui interpreta Mr. Thurber.
Fu membro della Screen Actors Guild e lavorò per l'ottenimento, da parte degli attori, del capitolo 217 dell'Unemployment Compensation/Pension Refund Act, atto a legiferare il compenso pensionistico di categoria per gli interpreti cinematografici e televisivi.
Morì a Edmonds, in California, il 23 giugno 1989.

## Filmografia

### Cinema
- Ricochet Romance (1954)
- Il ricatto più vile (Ransom!) (1956)
- Quando la città dorme (While the City Sleeps) (1956)
- Al centro dell'uragano (Storm Center) (1956)
- Ritorno a Peyton Place (Return to Peyton Place) (1961)
- Le avventure di un giovane (Hemingway's Adventures of a Young Man) (1962)
- Hud il selvaggio (Hud) (1963)
- Prendila è mia (Take Her, She's Mine) (1963)
- Destino in agguato (Fate Is the Hunter) (1964)
- Erasmo il lentigginoso (Dear Brigitte) (1965)
- Dominique (The Singing Nun) (1966)
- The Search for the Evil One (1967)
- Assassinio al terzo piano (Games) (1967)
- The Love God? (1969)
- Guai con le ragazze (The Trouble with Girls), regia di Peter Tewksbury (1969)
- Per salire più in basso (The Great White Hope) (1970)
- How to Frame a Figg (1971)
- La macchia della morte (The Mephisto Waltz) (1971)
- L'esibizionista (The Honkers) (1972)
- Impara a conoscere il tuo coniglio (Get to Know Your Rabbit) (1972)
- Voglio la libertà (Up the Sandbox) (1972)
- Dai papà... sei una forza! (Superdad) (1973)
- Airport 75 (Airport 1975) (1974)
- Harper Valley P.T.A. (1978)
- Gli spostati di North Avenue (The North Avenue Irregulars) (1979)

### Televisione
- Danger – serie TV, un episodio (1950)
- Schlitz Playhouse of Stars – serie TV, un episodio (1953)
- Letter to Loretta – serie TV, 2 episodi (1954-1955)
- The George Burns and Gracie Allen Show – serie TV, 2 episodi (1954-1955)
- General Electric Theater – serie TV, 5 episodi (1954-1961)
- It's a Great Life – serie TV, un episodio (1954)
- Cavalcade of America – serie TV, 3 episodi (1954)
- Il sergente Preston (Sergeant Preston of the Yukon) – serie TV, 2 episodi (1955-1956)
- Screen Directors Playhouse – serie TV, episodio 1x05 (1955)
- Steve Donovan, Western Marshal – serie TV, episodio 1x12 (1955)
- Gunsmoke – serie TV, 2 episodi (1956-1959)
- The Jack Benny Program – serie TV, 5 episodi (1956-1965)
- Papà ha ragione (Father Knows Best) – serie TV, un episodio (1956)
- The Veil – miniserie TV, un episodio (1958)
- Peter Gunn – serie TV, episodi 1x31-2x10-2x34 (1959-1960)
- Perry Mason – serie TV, 16 episodi (1959-1966)
- The Third Man – serie TV, un episodio (1959)
- Black Saddle – serie TV, un episodio (1959)
- Tombstone Territory – serie TV, un episodio (1959)
- The Rough Riders – serie TV, episodio 1x35 (1959)
- The Texan – serie TV, episodio 2x02 (1959)
- Gli uomini della prateria (Rawhide) - serie TV, episodio 2x02 (1959)
- Wichita Town – serie TV, episodi 1x01-1x05 (1959)
- Make Room for Daddy – serie TV, un episodio (1959)
- Thriller – serie TV, 2 episodi (1960-1961)
- Lawman – serie TV, 2 episodi (1960-1962)
- Carovane verso il west (Wagon Train) – serie TV, 3 episodi (1960-1962)
- The Man from Blackhawk – serie TV, un episodio (1960)
- Gli intoccabili (The Untouchables) – serie TV, un episodio (1960)
- Le leggendarie imprese di Wyatt Earp (The Life and Legend of Wyatt Earp) – serie TV, un episodio (1960)
- Bronco – serie TV, un episodio (1960)
- Il tenente Ballinger (M Squad) – serie TV, un episodio (1960)
- The Deputy – serie TV, un episodio (1960)
- Io e i miei tre figli (My Three Sons) – serie TV, 5 episodi (1961-1970)
- Bachelor Father – serie TV, un episodio (1961)
- Surfside 6 – serie TV, episodio 1x27 (1961)
- Laramie – serie TV, 2 episodi (1961)
- The Bob Cummings Show – serie TV, un episodio (1961)
- 87ª squadra (87th Precinct) – serie TV, un episodio (1961)
- Outlaws – serie TV, episodio 2x09 (1961)
- Il virginiano (The Virginian) – serie TV, 11 episodi (1962-1970)
- Room for One More – serie TV, un episodio (1962)
- Ai confini della realtà (The Twilight Zone) – serie TV, un episodio (1962)
- The Wide Country – serie TV, episodio 1x03 (1962)
- Have Gun - Will Travel – serie TV, episodio 6x21 (1963)
- Un equipaggio tutto matto (McHale's Navy) – serie TV, un episodio (1963)
- Sotto accusa (Arrest and Trial) – serie TV, episodio 1x25 (1964)
- Destry – serie TV, un episodio (1964)
- The Dick Van Dyke Show – serie TV, un episodio (1964)
- Il fuggiasco (The Fugitive) – serie TV, 2 episodi (1965-1967)
- I mostri (The Munsters) – serie TV, un episodio (1965)
- The Andy Griffith Show – serie TV, un episodio (1965)
- Selvaggio west (The Wild Wild West) – serie TV, 2 episodi (1966-1967)
- F.B.I. (The F.B.I.) – serie TV, 5 episodi (1966-1967)
- Gli eroi di Hogan (Hogan's Heroes) – serie TV, un episodio (1966)
- Get Smart – serie TV, un episodio (1966)
- Tre nipoti e un maggiordomo (Family Affair) - serie TV, episodi 1x24-4x05 (1967-1969)
- Kronos - Sfida al passato (The Time Tunnel) – serie TV, episodio 1x22 (1967)
- Batman – serie TV, un episodio (1967)
- Lost in Space – serie TV, un episodio (1967)
- Johnny Belinda – film TV (1967)
- Il grande teatro del west (The Guns of Will Sonnett) – serie TV, un episodio (1967)
- Al banco della difesa (Judd for the Defense) – serie TV, un episodio (1967)
- Squadra speciale anticrimine (The Felony Squad) – serie TV, episodio 2x21 (1968)
- La grande vallata (The Big Valley) – serie TV, un episodio (1968)
- La famiglia Brady (The Brady Bunch) – serie TV, 2 episodi (1969-1970)
- Bonanza – serie TV, 2 episodi (1969-1972)
- Marcus Welby (Marcus Welby, M.D.) – serie TV, 2 episodi (1969-1973)
- Insight – serie TV, un episodio (1969)
- Mayberry R.F.D. – serie TV, un episodio (1969)
- Hawaii squadra cinque zero (Hawaii Five-O) – serie TV, un episodio (1969)
- Missione Impossibile (Mission: Impossible) – serie TV, 2 episodi (1970-1971)
- Quella strana ragazza (That Girl) – serie TV, un episodio (1970)
- Ironside – serie TV, un episodio (1970)
- La famiglia Partridge (The Partridge Family) – serie TV, un episodio (1970)
- Il rifugio del corvo (Crowhaven Farm) – film TV (1970)
- The Manhunter – film TV (1972)
- Mod Squad, i ragazzi di Greer (The Mod Squad) – serie TV, un episodio (1972)
- Onora il padre (Honor Thy Father) – film TV (1973)
- Il dottor Jamison (The Brian Keith Show) – serie TV, un episodio (1974)
- Cry Panic – film TV (1974)
- Kolchak: The Night Stalker – serie TV, un episodio (1975)
- You Lie So Deep, My Love – film TV (1975)
- Three for the Road – serie TV, un episodio (1975)
- Quincy (Quincy M.E.) – serie TV, 2 episodi (1976-1978)
- Jeremiah of Jacob's Neck – film TV (1976)
- La lunga notte di Entebbe (Victory at Entebbe) – film TV (1976)
- Corey: For the People – film TV (1977)
- The Feather and Father Gang – serie TV, un episodio (1977)
- Kojak – serie TV, un episodio (1978)
- The Paper Chase – serie TV, un episodio (1978)
- La casa nella prateria (Little House on the Prairie) – serie TV, un episodio (1982)
- Professione pericolo (The Fall Guy) – serie TV, un episodio (1983)
- La mamma è sempre la mamma (Mama's Family) – serie TV, un episodio (1983)